# Žďárná
Žďárná település Csehországban, a Blanskói járásban. Žďárná Suchý, Valchov, Vysočany, Protivanov, Velenov és Ludíkov településekkel határos. Lakosainak száma 779 fő (2024. január 1.).

## Népesség
A település lakosságának változását az alábbi diagram mutatja:
| Lakosok száma | 829  | 1004 | 1040 | 976  | 764  | 751  | 762  | 758  | 746  | 779  |
|               | 1869 | 1900 | 1921 | 1961 | 1980 | 2011 | 2016 | 2019 | 2021 | 2024 |